# Різнозуба акула японська
Різнозуба акула японська (Heterodontus japonicus) — акула з роду Різнозуба акула родини Різнозубі акули. Інші назви «японська рогата акула», «японська бичача акула».

## Опис
Загальна довжина досягає 1,2 м, зазвичай — 90—100 см. Голова велика. Морда затуплена. Очі великі, овальні, без мигальної перетинки. Над очима присутні чітко виражені надбровні дуги, вони найменші серед усіх представників цього роду. Має маленькі бризкальця. В кутах рота є виражені борозни. Рот розташовано на кінці морди. Зуби дрібні у центрі щелеп, з декількома верхівками, з яких центральна є довгою, бокові — маленькі. З боків зуби є довгими, пласко-овальними. У неї 5 пар зябрових щілин. Тулуб циліндричний. Луска велика і груба, розташована щільно. Грудні плавці великі. Має 2 великих спинних плавця (у молодих особин плавці більш високі), передні промені яких перетворилися на захисні шипи. Передній спинний плавець розташовано позаду грудних плавців. Задній — між черевними та анальним плавцем. Черевні плавці великі, проте поступаються грудним. Анальний плавець помірного розміру. Хвостовий плавець з широкою витягнутою верхньою лопаттю з виїмкою, нижня лопать — коротка.
Забарвлення жовто-коричневе, іноді з сіруватим відтінком. На тілі розташовано 11—14 блідих темно-коричневих поперечних смуг. Під очима є темні плями. Молоді особини забарвлені більш контрастно.

## Спосіб життя
Тримається на глибині 5—40 м, континентальному шельфі. Воліє до рифів, скелястих та кам'янистих ґрунтів, що поросли водяною рослинністю. Доволі повільна акула. Вдень ховається у природних укриттях. Активна вночі. Полює біля дна. Живиться ракоподібними, молюсками, дрібною рибою.
Статева зрілість у самців настає при розмірі 69 см. Це яйцекладна акула. Самиця відкладає 2 яйця у поглиблення у піщаному ґрунті або серед водоростей на глибині 8—9 м. Іноді самиці відкладають яйця в одному місці. Загалом за сезон самиця відкладає від 6 до 12 яєць завдовжки 17—18 см.
Тривалість життя становить 25 років.
Не є об'єктом промислового вилову, лише біля берегів Японії цю акулу виловлюють у невеликій кількості. Часто ловиться для тримання в акваріумі, оскільки добре переносить неволю.

## Розповсюдження
Мешкає у північно-західній частині Тихого океану: біля Японії, островів Рюкю, Корейського півострова, північного Китаю, Тайваню.